# الگوریتم جستجوی پرتو محلی
در علوم کامپیوتر یکی از الگوریتم‌های فراابتکاری، الگوریتم جستجوی بیم یا پرتو محلی است؛ که گراف را با استفاده از راس‌هایی که در یک مجموعه خاص احتمال وجود بیشتری دارند، می‌پیماید. در واقع این جستجو حالت بهینهٔ الگوریتم جستجوی اول سطح است که در آن حافظه مورد نیاز را کاهش می‌دهد. الگوریتم جستجوی اول سطح پیدا کردن کمترین فاصله بین راس شروع و پایان را در گراف بی‌وزن تضمین می‌کند ولی برای جستجو در فضاهای بزرگ این کار تقریباً غیر عملی است؛ چرا که حافظهٔ بسیار زیادی مصرف می‌کند ممکن است قبل از این‌که به جواب برسد حافظه پر بشود.

## چگونه کار می‌کند؟
الگوریتم بیم برای اینکه در حافظه صرفه‌جویی کند یک تابع h برای پیش‌بینی هزینهٔ رسیدن به راس موردنظر از راس داده‌شده در نظر می‌گیرد. همچنین از یک پارامتر به نام B(عرض بیم) استفاده می‌کند که نشان‌دهندهٔ تعداد راس‌هایی است که در هر مرحله از الگوریتم جستجوی اول سطح ذخیره شده‌است؛ بنابراین زمانی که الگوریتم جستجوی اول سطح همهٔ راس‌های مرزی (راس‌هایی که با نزدیک‌ترین راس ارتباط دارند) را ذخیره می‌کند الگوریتم بیم فقط راس‌های B با بهترین مقدار در هر مرحله از جستجو را ذخیره می‌کند. ایده اصلی این است که تابع h به الگوریتم اجازه می‌دهد که راس‌هایی انتخاب شوند که مسیر را به سمت راس مقصد راهنمایی کنند و پارامتر B باعث می‌شود که الگوریتم فقط این راس‌های مهم را ذخیره کند و از پر شدن حافظه قبل از رسیدن به هدف جلوگیری می‌کند. برخلاف الگوریتم جستجوی اول سطح که از یک لیست(open list)استفاده می‌کند این الگوریتم راس‌هایی را که در حلقهٔ بعد الگوریتم بسط داده می‌شود رادر(BEAM)ذخیره می‌کند؛ همچنین از یک جدول‌هش برای ذخیرهٔ راس‌هایی که دیده شده‌اند استفاده می‌کند شبیه(close list)در الگوریتم جستجوی اول سطح.
الگوریتم بیم در ابتدا راس شروع را به BEAM وجدول‌هش اضافه می‌کند سپس در هر مرحله از حلقهٔ اصلی از الگوریتم، راس‌های همسایه باراس‌های BEAM را به یک مجموعه که شامل راس‌های جانشین(successor)است اضافه می‌کند و سپس راس‌های B با بهترین مقدار از مجموعهٔ جانشین را به BEAM و جدول‌هش اضافه می‌کند. راس‌هایی که در حال حاضر در جدول‌هش قرار دارند به BEAM اضافه نمی‌شوند چرا که مسیر کوتاهتر برای آن راس پیدا شده. این فرایند ادامه دارد تا زمانی که راس مقصد پیدا شود؛ جدول‌هش پر شود، یا BEAM بعد از حلقهٔ اصلی خالی شود. در ادامه شبه کد الگوریتم آورده شده.

## پیاده‌سازی الگوریتم
```
/*
 
initialization
 
*/

g
 
=
 
0
;

hash_table
 
=
 
{
 
start
 
};

BEAM
 
=
 
{
 
start
 
};

/*
 
main
 
loop
 
*/

while
(
BEAM
 
≠
 
∅
){
                             
//
 
loop
 
until
 
the
 
BEAM
 
contains
 
no
 
nodes

  
SET
 
=
 
∅
;
                                   
//
 
the
 
empty
 
set

  
/*
 
generate
 
the
 
SET
 
nodes
 
*/

  
for
(
each
 
state
 
in
 
BEAM
){

    
for
(
each
 
successor
 
of
 
state
){

      
if
(
successor
 
==
 
goal
)
 
return
 
g
 
+
 
1
;

      
SET
 
=
 
SET
 
∪
 
{
 
successor
 
};
             
//
 
add
 
successor
 
to
 
SET

    
}

  
}

  
BEAM
 
=
 
∅
;
                                  
//
 
the
 
empty
 
set

  
g
 
=
 
g
 
+
 
1
;

  
/*
 
fill
 
the
 
BEAM
 
for
 
the
 
next
 
loop
 
*/

  
while
((
SET
 
≠
 
∅
)
 
AND
 
(
B
>
 
|
BEAM
|
)){
         
//
 
set
 
is
 
not
 
empty
 
and
 
the
 
number
 
of
 
nodes
 
in
 
BEAM
 
is
 
less
 
than
 
B

    
state
 
=
 
successor
 
in
 
SET
 
with
 
smallest
 
h
 
value
;

    
SET
 
=
 
SET
 \ 
{
 
state
 
};
                   
//
 
remove
 
state
 
from
 
SET

    
if
(
state
 
∉
 
hash_table
){
                  
//
 
state
 
is
 
not
 
in
 
the
 
hash_table

      
if
(
hash_table
 
is
 
full
)
 
return
 
∞
;

      
hash_table
 
=
 
hash_table
 
∪
 
{
 
state
 
};
   
//
 
add
 
state
 
to
 
hash_table

      
BEAM
 
=
 
BEAM
 
∪
 
{
 
state
 
};
               
//
 
add
 
state
 
to
 
BEAM

    
}

  
}

}

```